# Rattus lugens
Rattus lugens és una espècie de mamífer rosegador de la família dels múrids que viu a Indonèsia. A l'època de les primeres caracteritzacions es creia que era el mateix animal que R. mentawai, però estudis posteriors hi trobaren diferències morfològiques. Habita en boscos que estan perdent superfície i com que l'àrea total de dispersió ocupa menys de 5000 km², l'espècie ha estat catalogada com en perill d'extinció, amb una població en declivi i concentrada en cinc només localitzacions. Es tracta d'una espècie endèmica de l'Arxipèlag de Mentawai, d'on provenen igualment altres rosegadors propers en la taxonomia. Aquesta rata fa uns 25 cm de llargada entre el cap i la cua i té el pelatge de color marró, amb el ventre grisenc.